# Horsaryd
Horsaryd is een plaats in de gemeente Karlshamn in het landschap Blekinge en de provincie Blekinge län in Zweden. De plaats heeft 73 inwoners (2005) en een oppervlakte van 15 hectare.